# M53 (Panzerhaubitze)
Die M53 war eine US-amerikanische 155-mm-Panzerhaubitze, die von General Motors von 1952 bis 1953 produziert wurde. Sie wurden von vielen NATO-Mitgliedstaaten beschafft und insbesondere im Vietnamkrieg intensiv eingesetzt; Nach Kriegsende wurde sie bei der US Army ausgemustert.
Verwendet wurden Baugruppen des mittleren Panzers M47, wobei die Fahrtrichtung umgekehrt wurde. Der Geschützturm saß nun auf dem ehemaligen Bug der Wanne. Der Turm, in dem auch der Fahrer saß, war gegen Granatsplitter und Handfeuerwaffen gepanzert. Der Motor und die Antriebsrollen lagen nun vorn. Dazu wurde das Getriebe gedreht und angepasst. Ein hydraulischer Erdsporn am Heck stützte das Geschütz beim Feuern ab.

## Varianten

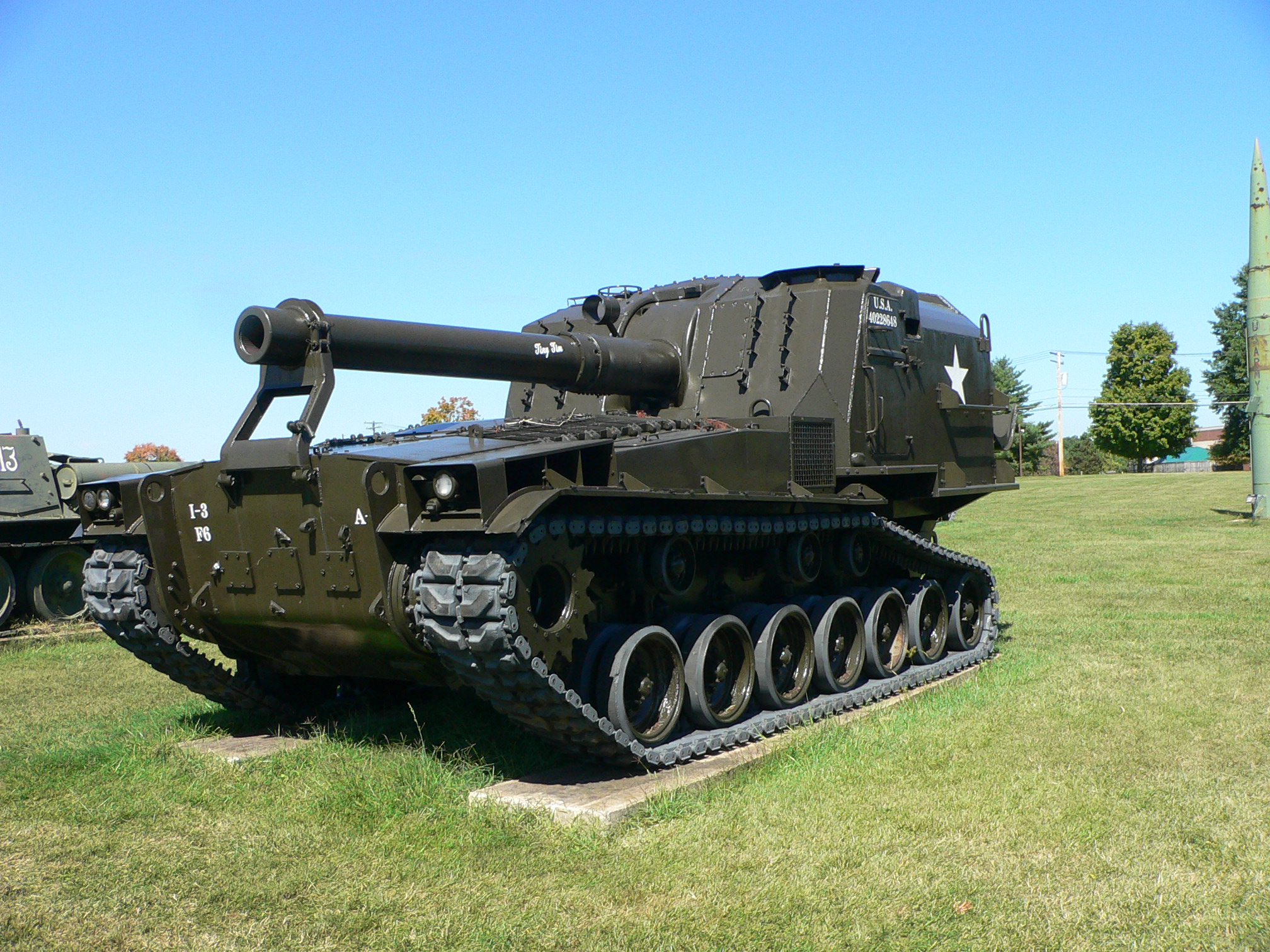
M55 im US Army Ordnance Museum

Die M55 war weitgehend baugleich, hatte jedoch ein Rohr mit dem Kaliber 203,2 mm (8 Zoll). Im Geschützturm konnten 10 Schuss mitgeführt werden. Ein Geschoss wog etwa 96 kg. Die M55 wurde in den 1960er-Jahren in einzelnen Divisionsartillerieverbänden der Bundeswehr eingesetzt.